# Bruno De Filippi
Bruno De Filippi (* 8. Mai 1930 in Mailand; † 17. Januar 2010 ebenda) war ein italienischer Musiker (Gitarre, Harmonika) und Komponist.

## Leben und Wirken
De Filippi arbeitete zu Beginn seiner Musikerkarriere mit verschiedenen Gruppen der Mailänder Jazzszene, etwa I Menestrelli del Jazz von Pupo De Luca, mit denen es zu Aufnahmen kam. Er spielte auch mit gastierenden internationalen Musikern wie Bud Shank, Gerry Mulligan, Astor Piazzolla (Summit, 1974) oder Les Paul. Daneben begleitete er Schlagersänger wie Mina  („Tintarella di luna“), Caterina Valente, Johnny Dorelli, Ornella Vanoni und hatte Auftritte in Musikfilmen wie I ragazzi del juke-box (1959). In den 1960er Jahren arbeitete er mit Enzo Jannacci, in den 1970ern mit Mina und Angelo Branduardi. In dieser Zeit begann er chromatische Harmonika zu spielen. Ab 1986 entstanden Aufnahmen unter eigenem Namen, darunter die Jazzsuite Metamorfosi, die er für Harmonika und Streichquartett schrieb. 1992 nahm er mit dem Trio des Pianisten Don Friedman das Album Bruno De Filippi in New York auf. Die Zusammenarbeit mit Friedman führte zu weiteren Alben und Konzerten in Europa und den Vereinigten Staaten, mit Auftritten in der New Yorker Town Hall, Birdland und dem Blue Note sowie im Chicagoer Green Mill.
De Filippi arbeitete seit den 1980er Jahren außerdem mit Pino Daniele, Ornella Vanoni, Toto Cutugno, Gino Paoli, Pino Presti, Tullio De Piscopo, gli Articolo 31, Romano Mussolini, Rossana Casale, Pino D’Angiò, Toquinho, und Teresa De Sio.

## Diskographische Hinweise
- Live al Santa Tecla di Milano (Bluebell)
- In New York (Carosello) mit dem Don Friedman Trio
- You and the Night and the Music (Carosello) mit Don Friedman
- You My Love (Giants of jazz)
- I Love Paris (Giants of jazz) mit Pierre Michelot, Georges Arvanitas, Philippe Combelle
- Alone Together Mit Don Friedman